# Епархия Каеса
Епархия Каеса (лат. Dioecesis Kayesensis) — епархия Римско-Католической церкви с центром в городе Каес, Мали. Епархия Каеса входит в митрополию Бамако.

## История
12 июня 1947 года Святой Престол учредил апостольскую префектуру Каеса, выделив её из апостольского викариата Бамако (сегодня — Архиепархия Бамако).
6 июля 1963 года Римский папа Павел VI издал буллу Quod Sacrum, которой преобразовал апостольскую префектуру Каеса в епархию.

## Ординарии епархии
- епископ Etienne-Marie-Félix Courtois, MAfr (7.11.1947 — † 11.07.1978)
- епископ Joseph Dao (12.09.1978 — 11.06.2011)
- епископ Jonas Dembélé (с 31 января 2013 года)